# Shayfeen
Shayfeen est un groupe de rap marocain composé de Chouaib Ribati (Shobee) et Abdessamad Lamriq (Small X).

## Biographie

### Formation
Fondé en 2006, Shayfeen est un groupe de rappeurs marocains formé par  Soufiane Oussrir (Snow), Chouaib Ribati (Shobee) et Abdessamad Lamriq (Small X)(depuis 2009),,.

### Carrière musicale
En 2012, après une participation réussie à la caravane de Génération Mawazine, ils sortent leur premier mixtape nommé Energie. Il comprend 15 titres.
Début 2016, le groupe publie leur premier EP intitulé 07 (en référence à leur ville d'origine, Safi) et composé de 7 chansons.
En 2018, Shayfeen sort Tcha Ra en collaboration avec ElGrande Toto, Madd, Ouenza et West. La chanson a été composée, mixée, arrangée et clipée en une seule journée,.
Ils rejoignent Naar, un collectif d'artistes internationaux, et participent à l'album Safar (2019),,.
Le groupe a fait l’objet d’un documentaire, Wa Drari, réalisé par Fatim Zahra Bencherki et produit par Nabil Ayouch, qui relate leur parcours musical, et qui est diffusé sur 2M. La réalisatrice explique qu’elle souhaite « montrer comment des personnes très jeunes prennent le risque de devenir artistes et de suivre leurs rêves, aussi fous soient-ils. » Ce documentaire est doublement récompensé, en 2019, au festival de la Méditerranée en images (Primed : Prix international du documentaire et du reportage méditerranéen),.

### Séparation
En janvier 2021, le rappeur Small X annonce le début de sa carrière en solo. Il affirme que l'aventure Shayfeen arrive à sa fin.

## Discographie

### Singles
- 2009: 7amessni
- 2010: Hip Hop Flippa
- 2010: Ntouma Malkoum
- 2011: Motivated
- 2011: Sahbi
- 2012: Aji Tchoufna feat. Tkarface
- 2012: S.O.S To Freedom feat. Empire Isis
- 2012: Aal Slama (freestyle)
- 2013: Kandwi Maak feat. Leck
- 2013: Wach Katsma3 Oula (Shobee)
- 2013: Would Asfi Boss
- 2013: Dars Dl'Flow
- 2014: Ghayb9aw Jouj
- 2014: Maghandwich feat. Two Tone
- 2015: 7it 3arfinni
- 2016: YDF (Small X)
- 2017: OMG feat. West, Tagne, Madd & Xcep
- 2017: Wach Kayn Maydar
- 2017: Bzzaf feat. 7liwa
- 2018: For the love
- 2018: Tcha Ra feat. West, Ouenza, ElGrande Toto & Madd
- 2019: HLG (Small X)
- 2019: L'VIBE (Shobee)
- 2019: Blessed
- 2019: Babor
- 2020: Koun Wajed

## Filmographie
- 2019: Des histoires et des hommes : Wa Drari (Documentaire, Ali n’ Productions, 2M[14])
  - [vidéo] 2M, « Des Histoires et des Hommes : Wa Drari وا دراري », sur YouTube